# South Wimbledon
South Wimbledon is een wijk in het Londense bestuurlijke gebied Merton, in de regio Groot-Londen.